# Olavius albidus
Olavius albidus är en ringmaskart som först beskrevs av Clara Octavia Jamieson 1977.  Olavius albidus ingår i släktet Olavius och familjen glattmaskar. Inga underarter finns listade i Catalogue of Life.